# Tharybis juhlae
Tharybis juhlae is een eenoogkreeftjessoort uit de familie van de Tharybidae. De wetenschappelijke naam van de soort is voor het eerst geldig gepubliceerd in 2005 door Ferrari F.D. & Markhaseva.